# Království (seriál, 1994)
Království (v dánském originále Riget) je dánský televizní seriál o osmi dílech. První řada byla natočena v roce 1994 a druhá následovala v roce 1997. Obě řady vytvořil dánský režisér Lars von Trier a ve spolupráci s Mortem Arnfredem je i režíroval.
Seriál se odehrává na neurochirurgickém oddělení kodaňské Královské nemocnice (v originále Rigshospitalet). Seriál je zajímavý svým, někdy až zvráceným, humorem, natočením v sépiovém zbarvení a dvojicí postav s Downovým syndromem, které při mytí nádobí komentují dění v nemocnici, aniž by se jinak jakkoliv zapojily do děje.
První čtveřice epizod byla natočena v roce 1994. Na ni navázala v roce 1997 druhá čtveřice epizod. Její děj plynule navazoval na první řadu a snažil se odpovědět na některé nezodpovězené otázky. Výsledkem byly ale hlavně další, nové otázky, na které mělo být odpovězeno v třetí plánované řadě, která ale již nikdy nebyla natočena, protože v roce 1998 zemřel Ernst-Hugo Järegård, představitel jedné z hlavních rolí - Stiga Helmera.

## Obsah
Každý díl je uveden znělkou, ve které se dozvídáme, že Královská nemocnice byla postavena v místech, kde se ve středověku bělilo prádlo a proto se nad oblastí mokřadů rozprostírala celodenní mlha. Běliči byli nyní nahrazeni nejlepšími doktory, vědci a nejmodernějšími technologiemi. Jejich namyšlenost a odmítání duchovna je ale natolik silné, že se do těchto míst opět vrací mlha a chlad a na moderní budově jsou patrné první známky únavy.
Díly prostupuje osud mrtvé Mary Jensenové, která se poprvé zjeví jako plačící duch pacientce Sigrid Drusse, která simuluje různé choroby, aby mohla v nemocnici pořádat spiritistická sezení s dalšími pacientkami. Její příběh se prolíná s osudy dalších lékařů, nemocničních techniků i studentů medicíny, kteří se v nemocnici vyskytují. Vším prostupují různé duchovní úkazy jako sanitka, která každou noc přijede, ale nikdy z ní nikdo nevystoupí, doktorka, která zjistí že ji oplodnil duch.
Na konci každého dílu promlouvá jeho tvůrce Lars von Trier a shrnuje děj.

## Obsazení
- Ernst-Hugo Järegård - Stig Helmer
- Kirsten Rolffes - Sigrid Drusse
- Holger Juul Hansen - Moesgaard
- Søren Pilmark - Krogshøj
- Ghita Nørby - Rigmor
- Baard Owe - Bondo
- Annevig Schelde Ebbe - Mary Jensen
- Birgitte Raaberg - Judith
- Udo Kier - Åge Krüger / malý bratr
- Jens Okking - Bulder
- Peter Mygind - Mogge
- Vita Jensen - Umývačka v kuchyni
- Morten Rotne Leffers - Umývač v kuchyni
- Stellan Skarsgård - Švédský právník

## Seznam dílů

### Království
- Day 1: "Den hvide flok" / "Nepotěšující host"
- Day 2: "Alliancen kalder" / "Přijď království tvé"
- Day 3: "Et fremmed legeme" / "Naslouchejte a uslyšíte"
- Day 4: "De levende døde" / "Živé mrtvoly"

### Království II
- Day 5: "Mors in Tabula" / "Ricorso"
- Day 6: "Trækfuglene" / "Tažní ptáci"
- Day 7: "Gargantua"
- Day 8: "Pandæmonium" / "Pandemonium"